# Глазьев, Михаил Фёдорович
Михаил Фёдорович Глазьев (27 октября 1923, село Нелжа, Тамбовская губерния — 28 ноября 1979, Воронежская область) — главный агроном колхоза имени Ф. Э. Дзержинского, Герой Социалистического Труда (1965).

## Биография
Родился 27 октября 1923 года в селе Нелжа (ныне — Рамонского района Воронежской области). В 1938 году окончил школу-семилетку, поступил в Берёзовский сельскохозяйственный техникум.
В РККА с 1941 года. Участник Великой Отечественной войны. Демобилизован в 1945 году.
Продолжил учёбу в Берёзовском сельскохозяйственном техникуме, который окончил в 1946 году. В 1946—1950 — участковый агроном Лимановской машинно-тракторной станции. В 1950—1954 — председатель колхоза имени М. И. Калинина Панинского района.
В 1955 году заочно окончил Воронежский сельскохозяйственный институт.
С 1954 года — главный агроном колхоза имени Ф. Э. Дзержинского.
За успехи, достигнутые в повышении урожайности, увеличении производства и заготовок сахарной свёклы Глазьеву Михаилу Фёдоровичу Указом Президиума Верховного Совета СССР от 31 декабря 1965 года присвоено звание Героя Социалистического Труда с вручением ордена Ленина и золотой медали «Серп и Молот».
Умер 28 ноября 1979 года. Похоронен на кладбище в селе Красные Холмы Панинского района Воронежской области.
Заслуженный агроном РСФСР, кандидат сельскохозяйственных наук. Награждён 2 орденами Ленина, 2 орденами Трудового Красного Знамени, медалями.
Бюст М. Ф. Глазьева установлен на Аллее Героев в посёлке Панино Воронежской области.